# Chili (Wisconsin)
Chili – jednostka osadnicza w Stanach Zjednoczonych, w stanie Wisconsin, w hrabstwie Clark.

## Historia
Od 1862 roku działa tu urząd pocztowy o nazwie Chili.

## Demografia
Według spisu ludności z 2020 roku w Chili mieszkało 205 mieszkańców.